# Dark Circle Knights
Die Dark Circle Knights sind eine fiktive Band aus der deutschen Seifenoper Gute Zeiten, schlechte Zeiten.
Der Lead-Sänger der Serien-Band Kurt Le Roy (Tim Williams) spielt in der Serie den Vater von Tanja Seefeld (Senta-Sofia Delliponti).

## Hintergrund
Im Dezember 2011 wurde von RTL das Album Lost Daughter veröffentlicht, welches nur als Downloadalbum verfügbar ist. Auf dem Album sind einige der Lieder veröffentlicht, die zuvor nur in der Fernsehserie zu hören waren. RTL kündigte an, die Erlöse aus dem Verkauf zugunsten eines sozialen Projekts zu spenden.

## Veröffentlichungen

### Alben
- Lost Daughter (2011)
- Sins (2012)
- Until My Dying Day (2013)
- Bitch (2013)

### Lieder
- Lost Daughter (2011)
- I’m Insane
- The Desert
- This Is Your Life
- Shade
- Keeping Tears
- Surrender
- Fade to Grey
- It’s Christmas After All
- Sins (2012)